# Couvent des Sœurs-de-la-Providence de Limoges
Le couvent des Sœurs-de-la-Providence de Limoges est un couvent situé à Limoges dans le département de la Haute-Vienne en région Nouvelle-Aquitaine.

## Historique
La façade de l'ancienne église est inscrite au titre des monuments historiques par arrêté du 27 septembre 1946.
Le bâtiment abrite le Musée de la Résistance et de la Déportation de Limoges.